# Église Saint-Séverin d'Outrebois
L'église Saint-Séverin d'Outrebois est une église catholique située à Outrebois, au nord d'Amiens, dans le département de la Somme, en France.

## Historique
L'église d'Outrebois a été construite au XVIe siècle.
Une partie du mobilier a été achetée à la Révolution à l'ancienne Abbaye de Dommartin.

## Caractéristiques
L'église Saint-Séverin d'Outrebois a été construite en pierre et couverte d'ardoise. Elle se compose d'une nef et d'un chœur légèrement plus élevé que la nef. Un clocher surmonté d'une flèche recouverte d'ardoise surmonte la façade d'une grande sobriété.
L'église conserve des fonts baptismaux du XIIIe siècle de forme elliptique avec quatre têtes d'hommes, dans le style du XIIe siècle. S'y trouve aussi une statue en bois de saint Séverin du XVe siècle qui a été dérobée le 1er juin 1981 et retrouvée en 2005, ayant été dépouillée de ses couleurs. Une photographie de 1913 montre le saint en tenue d'évêque sur sa cathèdre. L'édifice conserve également une statue en marbre blanc de la Vierge, Notre-Dame de Bonne Nouvelle, identique à celle de la chapelle d'Amiens.

## Photos

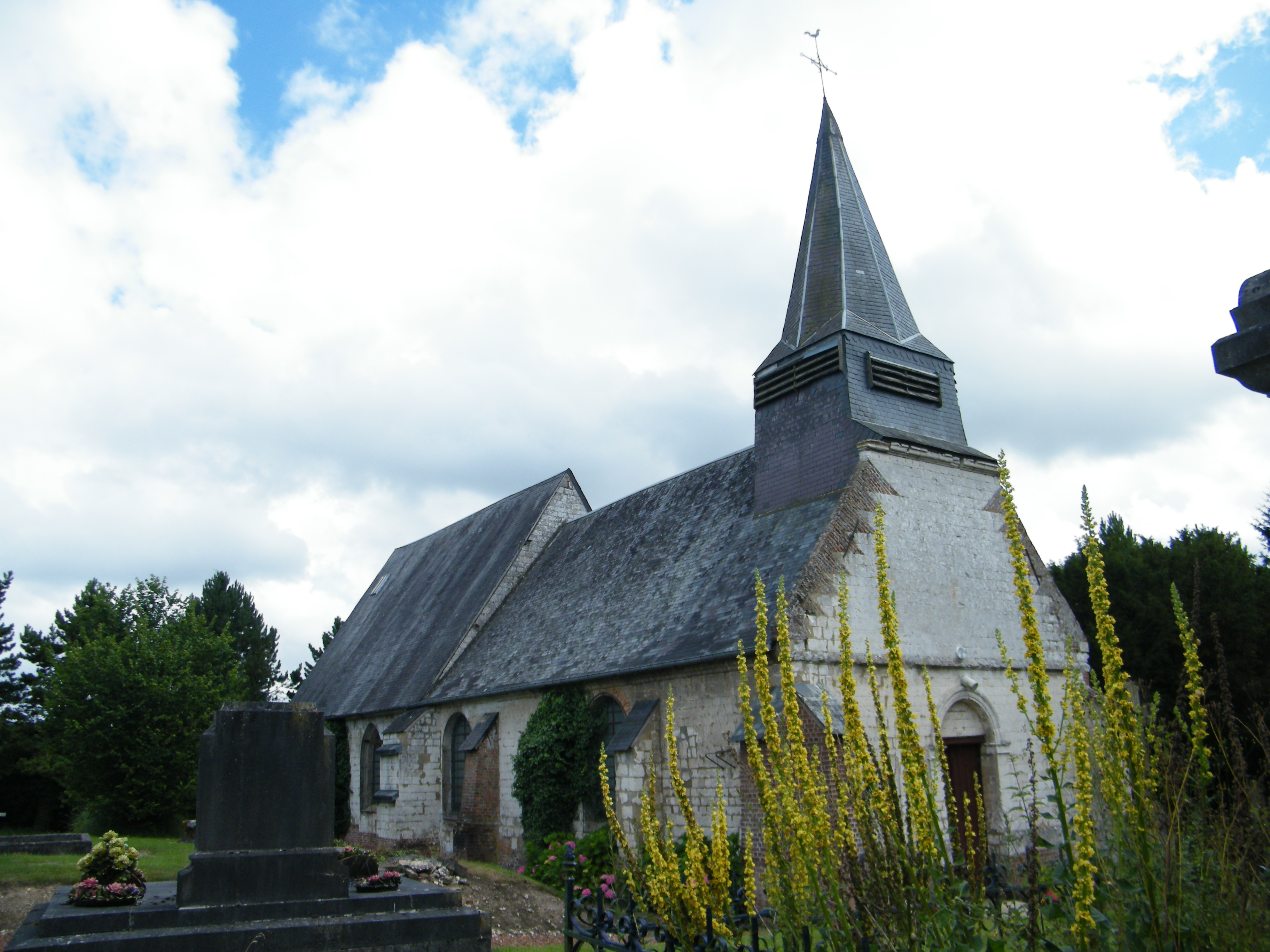
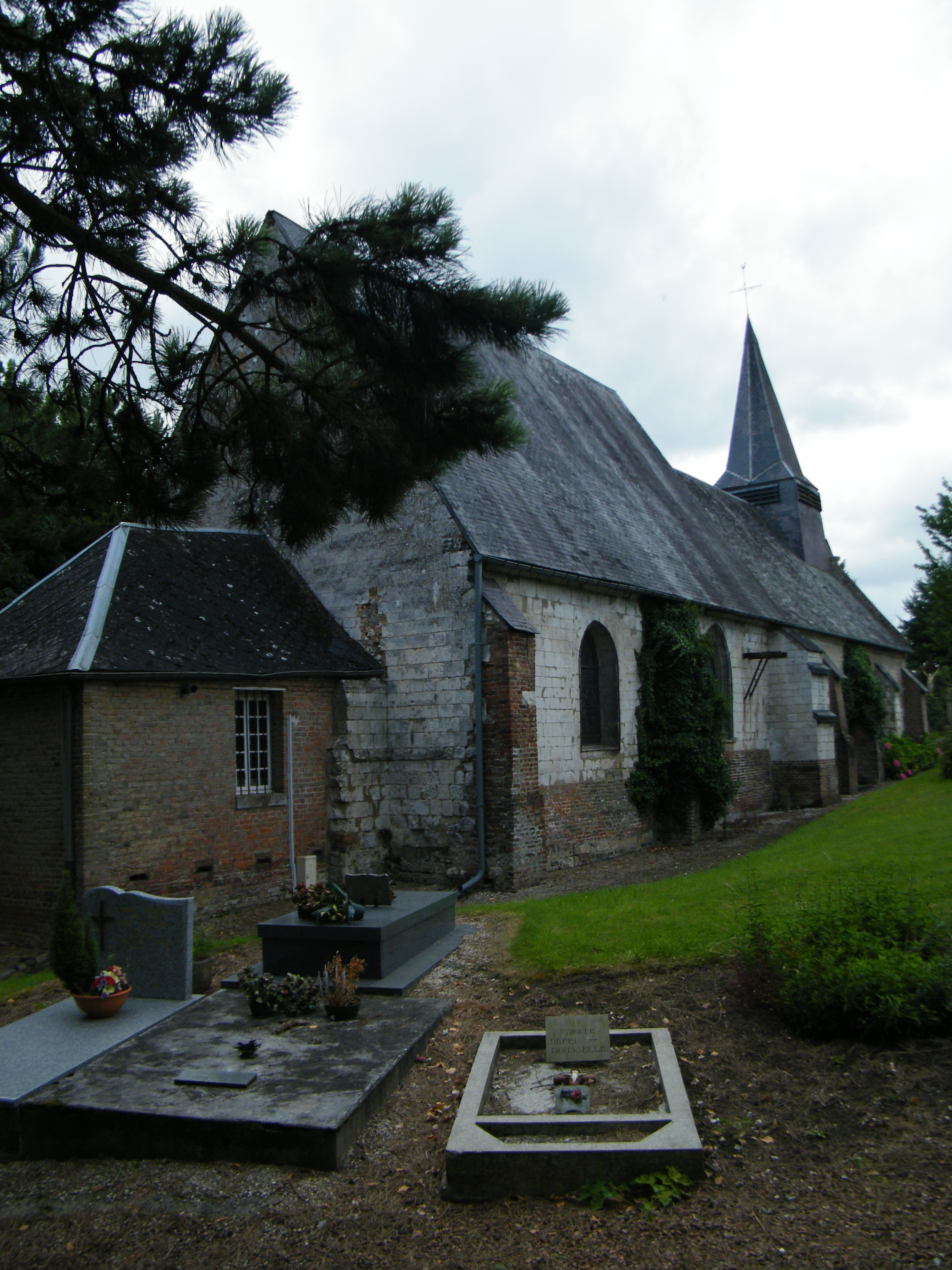
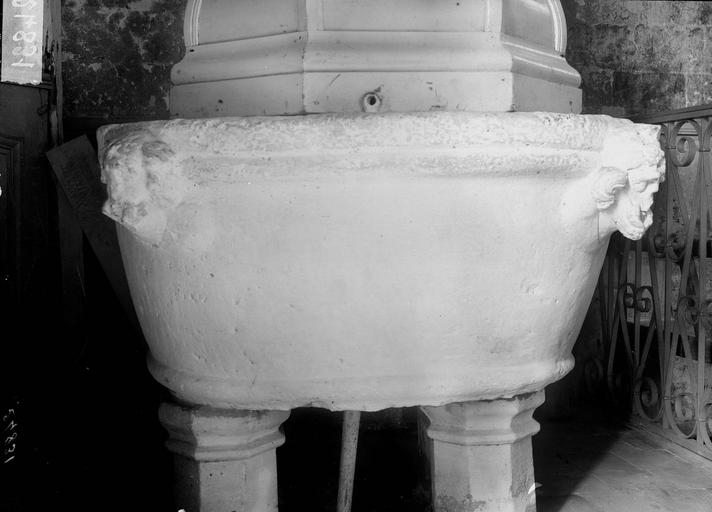
Fonts baptismaux du XIIIe siècle.